# Дејана Радановић
Дејана Радановић (Зрењанин, 14. мај 1996) српска је професионална тенисерка и која је тренутно у 200 најбољих тенисерки света.
Најбољи пласаман на ВТА листи је позиција број 187, до које је стигла 2. јула 2018. године, а у дублу до позиције 606, остварен 24. јула 2017. године. Освојила је 8 титула у појединачној конкуренцији и 1 титулу у паровима на нивоу ИТФа..
У Португалу у граду Обидошу одиграла је три турнира и освојила два трофеја, а на првом је стигла до финала.
Представља Србију у Фед Купу где јој је однос победа и пораза 2—3.
Свој деби ВТА турнирима, обезбедила је кроз квалификације на турниру у Нирнбергу 2018. године, изгубивши у првом колу од двоструке шампионке Кики Бертенс из Холандије. Такође, путем квалификација долази до главног жреба турнира у Сеулу и Ташкенту.

## ИТФ финала (9—5)

### Сингл (8—5)
| Legend          |
| --------------- |
| $100,000        |
| $75,000/$80,000 |
| $50,000/$60,000 |
| $25,000         |
| $15,000         |
| $10,000/$15,000 |

| Finals by surface |
| ----------------- |
| Тврда (3–0)       |
| Шљака (3–4)       |
| Трава (0–0)       |
| Тепих (2–1)       |

| Result    | No. | Date              | Category | Tournament                | Surface | Opponent                | Score         |
| --------- | --- | ----------------- | -------- | ------------------------- | ------- | ----------------------- | ------------- |
| Runner-up | 1.  | 23 August 2015    | $10,000  | Vinkovci, Croatia         | Clay    | Chantal Škamlová        | 6–4, 3–6, 5–7 |
| Runner-up | 2.  | 29 August 2015    | $10,000  | Koper, Slovenia           | Clay    | Julieta Estable         | 6–3, 4–6, 2–6 |
| Runner-up | 3.  | 17 September 2016 | $25,000  | Hódmezővásárhely, Hungary | Clay    | Irina Maria Bara        | 5–7, 4–6      |
| Winner    | 1.  | 2 October 2016    | $10,000  | Sozopol, Bulgaria         | Hard    | Andreea Roșca           | 4–0, ret.     |
| Winner    | 2.  | 19 February 2017  | $15,000  | Antalya, Turkey           | Clay    | Başak Eraydın           | 6–4, 7–6(7–1) |
| Runner-up | 4.  | 26 February 2017  | $15,000  | Antalya, Turkey           | Clay    | Cristina Dinu           | 3–6, 3–6      |
| Winner    | 3.  | 12 March 2017     | $15,000  | Heraklion, Greece         | Clay    | Giulia Gatto-Monticone  | 7–5, 6–3      |
| Winner    | 4.  | 19 March 2017     | $15,000  | Heraklion, Greece         | Clay    | Raluca Georgiana Șerban | 6–4, 7–6(7–1) |
| Winner    | 5.  | 6 May 2017        | $25,000  | Khimki, Russia            | Hard    | Anna Morgina            | 6–3, 6–3      |
| Winner    | 6.  | 18 March 2018     | $25,000  | Toyota, Japan             | Hard    | Katherine Sebov         | 6–4, 3–6, 6–4 |
| Runner-up | 5.  | 3 June 2018       | $25,000  | Óbidos, Portugal          | Carpet  | Katarzyna Kawa          | 6–4, 5–7, 3–6 |
| Winner    | 7.  | 11 June 2018      | $25,000  | Óbidos, Portugal          | Carpet  | Giulia Gatto-Monticone  | 6–2, 6–1      |
| Winner    | 8.  | 17 June 2018      | $25,000  | Óbidos, Portugal          | Carpet  | Nuria Párrizas Diaz     | 6–3, 6–3      |

### Doubles (1–0)
| Legend                      |
| --------------------------- |
| $100,000 tournaments        |
| $75,000/$80,000 tournaments |
| $50,000/$60,000 tournaments |
| $25,000 tournaments         |
| $15,000 tournaments         |
| $10,000/$15,000 tournaments |

| Finals by surface |
| ----------------- |
| Hard (1–0)        |
| Clay (0–0)        |
| Grass (0–0)       |
| Carpet (0–0)      |

| Result | No. | Date            | Category | Tournament        | Surface | Partner          | Opponents                               | Score    |
| ------ | --- | --------------- | -------- | ----------------- | ------- | ---------------- | --------------------------------------- | -------- |
| Winner | 1.  | 1. октобар 2016 | $10,000  | Созопол, Бугарска | Hard    | Petia Arshinkova | Kateřina Kramperová Angelina Zhuravleva | 6–1, 6–3 |